# Semiotische driehoek

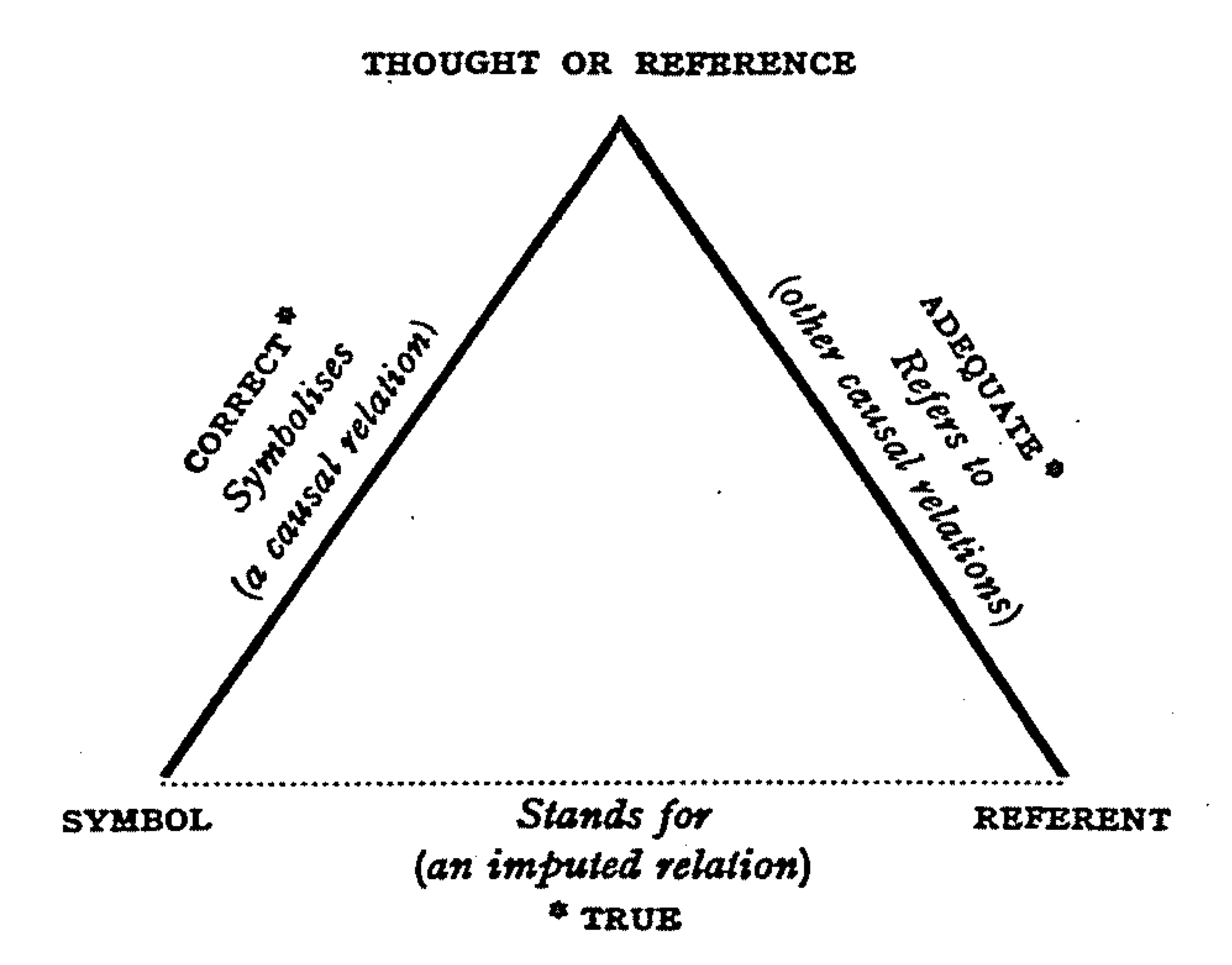
semiotische driehoek. Figuur overgenomen van pagina 11 van The Meaning of Meaning

De semiotische driehoek is een model dat de relatie tussen een uitdrukking in de taal en objecten in de buitenwereld weergeeft. Het werd voor het eerst gebruikt door C.K. Ogden en I.A. Richards in hun boek The Meaning of Meaning (1923). Deze weergave was gebaseerd op eerdere inzichten die uiteindelijk op Aristoteles kunnen worden herleid.
De semiotische driehoek heeft het symbool (de vorm van de uitdrukking) en de referent (het object in de buitenwereld) als basis. Deze basislijn is gestippeld om uit te drukken dat de verbinding niet direct is. De punt bovenin de driehoek is als "gedachte of referentie" betiteld. Het gaat hierbij om het concept dat een spreker als voorstelling van de betekenis van een woord in zijn of haar lexicon heeft opgeslagen.
Ogden en Richards karakteriseren de verhouding tussen symbool en concept als correct, die tussen concept en object als adequaat en die tussen symbool en object als waar. Dat betekent dat de mate waarin de verhouding klopt als correctheid, adequaatheid of waarheid kan worden betiteld.